# Synagoga v Huncovcích
Synagoga v Huncovcích je bývalá židovská modlitebna ve slovenských Huncovcích (okres Kežmarok). Před druhou světovou válkou a holokaustem žilo v Huncovcích větší množství Židů. Synagoga spolu s významnou ješivou tvořily jádro zdejší židovské náboženské obce.
Synagoga byla postavena v roce 1821 v klasicistním stylu. V současnosti slouží jako sklad.